# Coptopteryx rebrevipennis
Coptopteryx rebrevipennis är en bönsyrseart som beskrevs av Max Beier 1958. Coptopteryx rebrevipennis ingår i släktet Coptopteryx och familjen Mantidae. Inga underarter finns listade i Catalogue of Life.